# Merinoschaf
Das Merinoschaf (Kurzform das Merino) ist eine Feinwoll-Schafrasse, die ursprünglich wohl aus Nordafrika stammt. Im Hochmittelalter gelangten Merinoschafe nach Spanien, hier erlangten sie wegen ihrer begehrten Wolle große wirtschaftliche Bedeutung. Erst im 19. Jahrhundert gab es auch in anderen Ländern große Merinoherden, heute ist Australien der Hauptlieferant für Merinowolle.
Die Tiere werden bis auf die Haut geschoren und geben zwischen zwei und vier Kilogramm Wolle (gewaschen) pro Jahr. Bis zu zehn Kilogramm Merinowolle können von Spitzentieren gewonnen werden.

## Herkunft und Zucht in Spanien

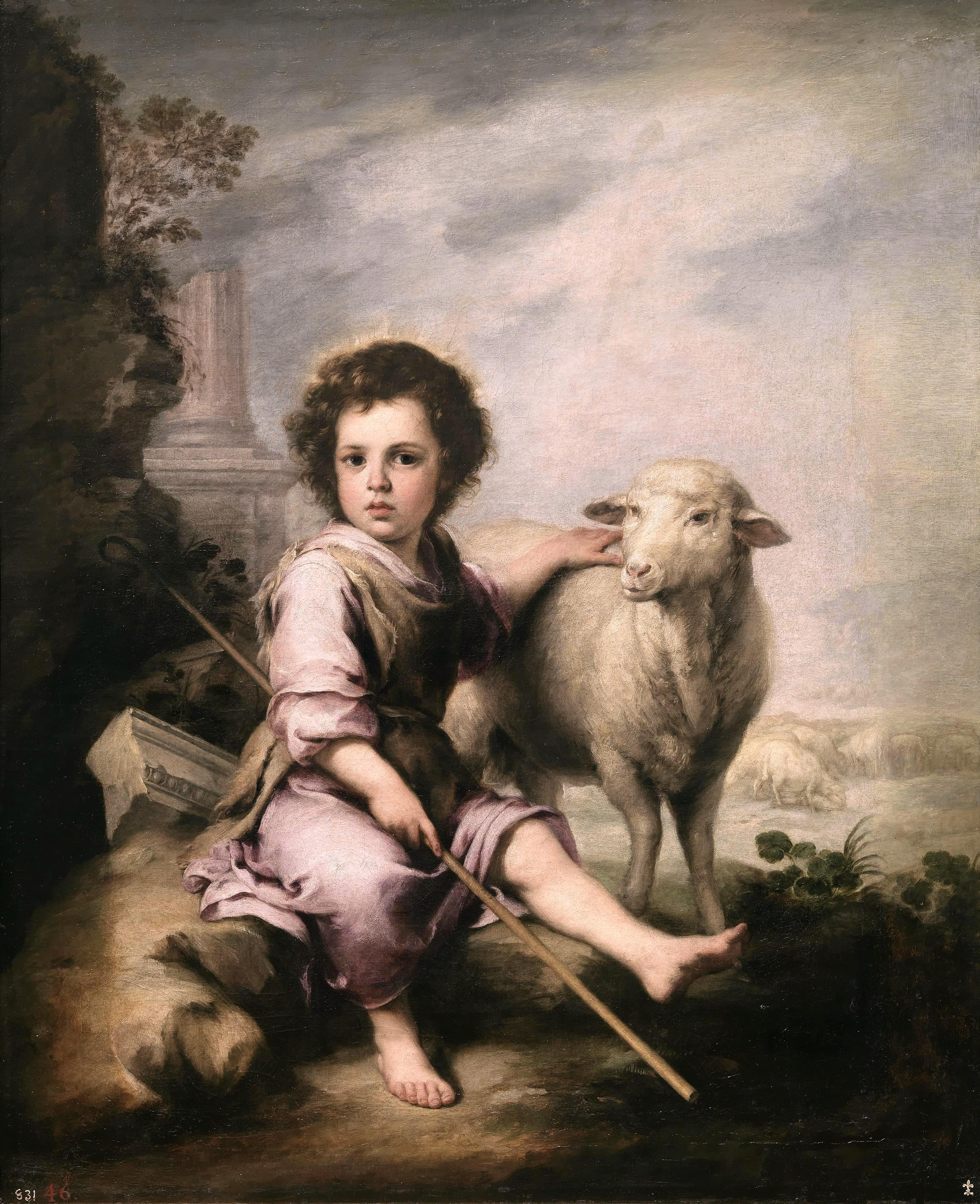
Jesus als Knabe mit einem Merinoschaf, Gemälde von Bartolomé Esteban Murillo (Prado)

Der Name geht vermutlich auf die Berberdynastie der Meriniden zurück, die zur Zeit der Almohaden (1150–1300) nach Spanien vordrangen. Die Berber betrieben Viehzucht und brachten wohl Zuchttiere mit nach Spanien. Dem Merino ähnliche Rassen kommen bis heute in den Küstenebenen im Westen Marokkos vor, zwischen dem Rif und Oued Bou Regreg.
Das Wort „Merino“ wurde 1307 in einem notariellen Kaufvertrag über 29 Säcke Wolle (lana que appellatur merinus), die die genueser Kaufmannsfamilie der Usodimare in Tunesien erworben hatte, zum ersten Mal erwähnt. Manche Historiker nehmen an, dass genueser Wollhändler Merinoschafe nach Spanien brachten oder zumindest ihre weitere Zucht anregten. Spanien, vor allem das Königreich Kastilien, entwickelte sich daraufhin zum wichtigsten Lieferanten für qualitativ hochwertige Wolle. Merinoschafherden legten hier auf den halbjährlichen Wanderungen zwischen Winter- und Sommerweiden (Transhumanz) bis zu 800 km zurück. In Kastilien verhinderte die Mesta, ein Verband der Schafzüchter, die Weiterverbreitung der Rasse. Die Ausfuhr der Merinos wurde damals durch das spanische Königshaus bei Todesstrafe untersagt. Dadurch konnte Spanien bis zum 18. Jahrhundert mit der sogenannten „spanischen Wolle“ weltweit Handel treiben.

## Zucht in anderen Ländern

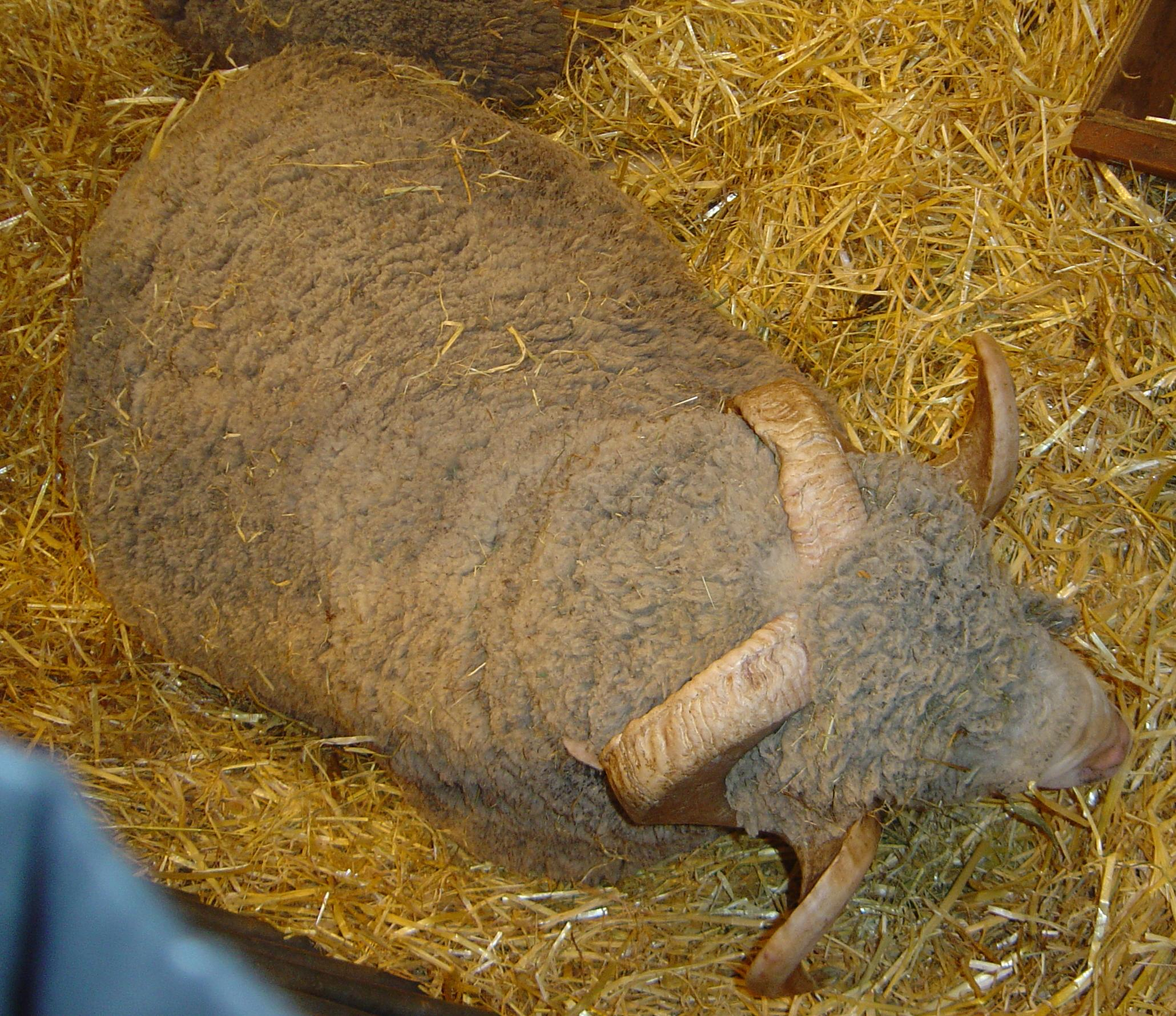
Ungeschorenes Merinoschaf

Im 18. Jahrhundert gelangten die ersten Merinos nach Deutschland (Sachsen 1766, Preußen 1783, Württemberg 1786, Bayern 1802). Hier wurden die Merinoschafe mit einheimischen Rassen gekreuzt. Dabei wurden das Merinolandschaf und seit 1860 das Merinofleischschaf durch Rudolf Behmer (* 13. November 1831 in Merzien; † 12. Februar 1902 in Berlin) herangezüchtet. Das Merinolandschaf ist mit fast 30 % des Schafbestandes die häufigste Rasse in Deutschland. In Bayern beträgt der Anteil rund 70 %.
Das geschorene, noch vollständig zusammenhängende Wollkleid wiegt drei bis fünf Kilogramm, wobei die Hälfte des Gewichts Schmutz, Wollfett, Schweiß und Pflanzenreste sind.
Durch die Einfuhr von Merinos nach Australien und Neuseeland durch europäische Siedler entwickelten sich diese Länder zu den weltweit größten Wollproduzenten. Der Anteil von Merinowolle am gesamten Jahreswollumsatz beträgt etwa 40 %. Fast 100 % davon stammen vom australischen Merinoschaf. Insbesondere die australische Produktion von Merinowolle wird von einigen Tierschutzorganisationen mit dem Vorwurf der Tierquälerei konfrontiert, da dort die Methode Mulesing zur Vermeidung von Parasitenbefall angewandt wird. Dabei wird ohne Betäubung ein Teil der Haut rund um den Schwanz entfernt, sodass dort kein Fliegenbefall auftreten kann.

## Nutzung
In Spanien wurden die Merinoschafe früher nur in geringem Umfang als Fleischlieferanten genutzt. Sie waren wegen ihrer Wolle zu wertvoll, zudem hieß es, dass die langen Wanderungen das Fleisch zäh machen würden.
Die deutschen Merinorassen (Merinolandschaf, Merinofleischschaf, Merinolangwollschaf) können heute eigentlich auch der Gruppe der Fleischschafrassen zugeordnet werden; denn auch bei ihnen wird die Fleischerzeugung züchterisch betont. Man räumt ihnen jedoch auf Grund der feinen Merinowolle eine Sonderstellung ein.
Die ungewaschene Wolle von Merinoschafen wird auch zur Erzeugung von Dünge-Pellets verwendet, die aufgrund des hohen Stickstoffgehalts als Düngemittel für sämtliche Gemüse- und Obstsorten geeignet ist.

## Zwang zur Schur
Merinoschafe verlieren ihr Wollkleid nicht von selbst und müssen daher etwa einmal im Jahr geschoren werden.
Wird ein solches Schaf nie geschoren, häuft es soviel Wollkleid an, dass es dazu tendiert, seine Lebensfähigkeit zu verlieren – sein Sichtfeld wird eingeschränkt, es wird durch das Extragewicht belastet, es findet nicht mehr genug zu fressen.
2004 wurde das Schaf Shrek in Neuseeland entdeckt, das 6 Jahre in einer Höhle lebte und dabei 27 kg Wolle angehäuft hatte.
2015 wurde in Australien das Schaf Chris mit einer Rekordmenge von 40 kg Wolle am Leib entdeckt.
Im Februar 2021 wurde das Schaf Baarack in Lancefield, Australien von 35 kg Wolle befreit.